# Vehmasjärvi (sjö i Kuopio, Norra Savolax)
Vehmasjärvi är en sjö i kommunen Kuopio i landskapet Norra Savolax i Finland. Den är 18,5 meter djup. Arean är 40 hektar och strandlinjen är 4,16 kilometer lång. Sjön  ingår i Kymmene älvs huvudavrinningsområde.   Den ligger omkring 21 kilometer sydväst om Kuopio och omkring 310 kilometer norr om Helsingfors. 